# Акустический размыкатель
Акустический размыкатель — это устройство предназначенное для постановки оборудования на морское дно, и затем возврата этого оборудования на поверхность, после получения команды по акустическому каналу связи или по истечении заданного интервала времени.

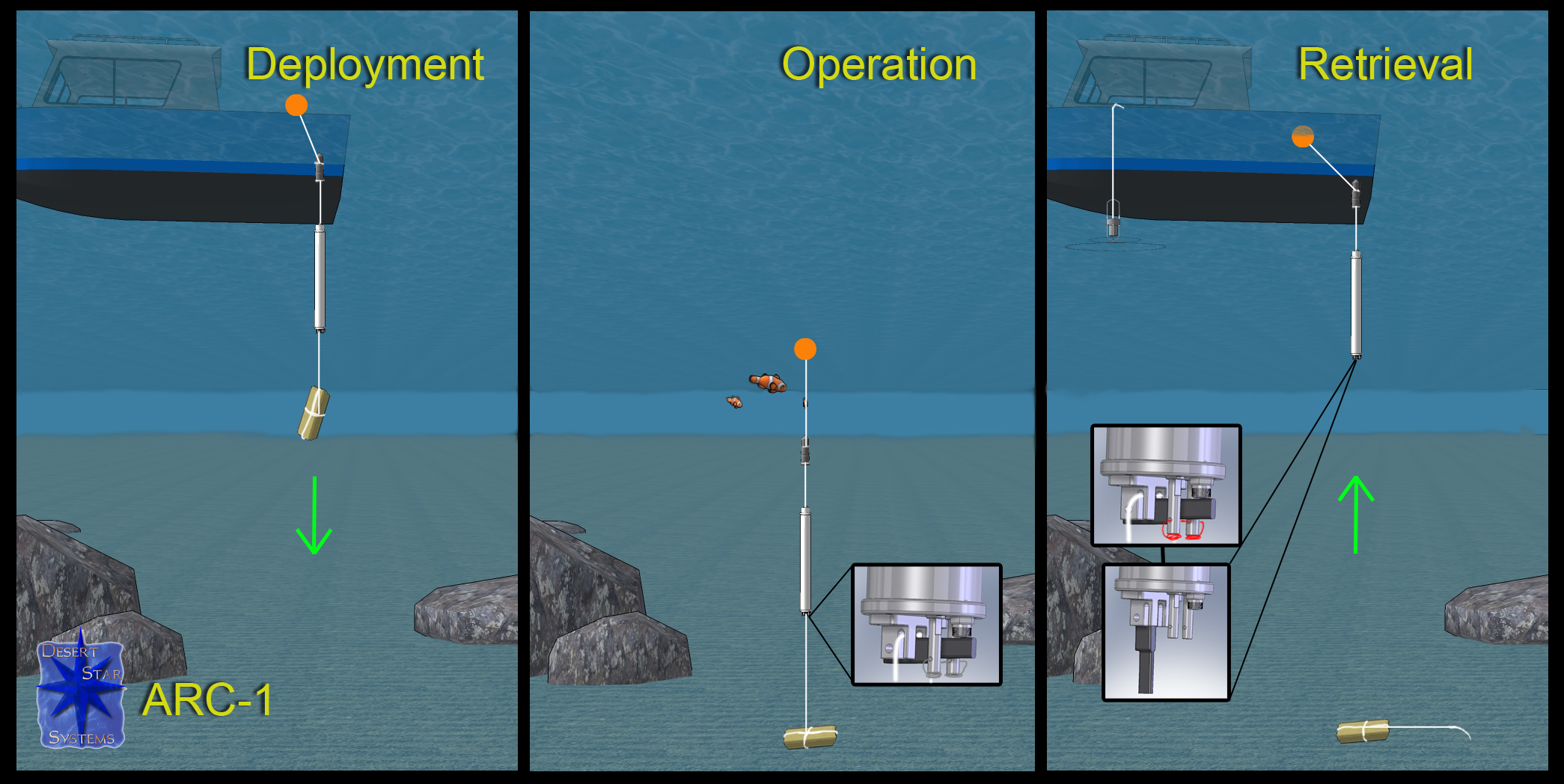
Рисунок показывает методику использования акустического размыкателя.

## Процесс установки
Собирается вся связка инструментов, либо орудий лова для установки на морское дно. Связка содержит в общем случае: полезную нагрузку, плавучесть, якорный груз и собственно акустический размыкатель. Все это последовательно соединено тросом, как показано на рисунке. Связка стравливается в воду и устанавливается на морском дне. По команде от устройства управления акустический размыкатель имеет возможность разорвать механическое соединение с якорным грузом, и плавучесть поднимет на поверхность полезную нагрузку, при этом якорный груз останется на дне.

## Процесс работы
Вся связка находится под водой, полезная нагрузка на глубине, определяемой длиной троса и общей глубиной места. Время нахождения под водой определяется задачей, которую выполняет полезная нагрузка размыкателя. Типичное максимальное время работы акустического размыкателя от нескольких месяцев до года.

## Процесс извлечения
По команде устройства управления акустический размыкатель разрывает механическое соединение с якорным грузом и вся связка, за исключением якоря поднимается на поверхность . Обычно устройство управления находится на корабле, но возможными носителями могут быть так же водолазы, либо подводные обитаемые (необитаемые) аппараты.
Некоторые акустические размыкатели оборудованы емкостями для троса, один конец которого соединен с якорным устройством. При расцеплении с якорной частью связки, трос из этих емкостей стравливается, а вся связка поднимается на поверхность. Затем, после всплытия, используя высвободившийся трос, поднимается на поверхность и якорное устройство. Такая схема возможна только для мелководья, так как на значительных глубинах объём троса становится устрашающим.

## История применения
Акустические размыкатели входят в состав гидроакустических навигационных систем для подъёма на поверхность реперных маяков-ответчиков. Когда были применены в России (Советском Союзе) впервые не известно, так как устройства такого типа разрабатывались оборонной промышленностью, например: 
За пределами России эти устройства используются с 60-х годов, как для подъёма на поверхность реперных маяков — ответчиков систем навигации так и самостоятельно, для постановки океанографического оборудования. Акустические размыкатели как самостоятельные устройства широко использовались японскими браконьерами для скрытной постановки орудий лова в исключительной экономической зоне Советского Союза в 70-х, 80-х годах прошлого века, в районе Курильских островов.
Сегодня, акустические размыкатели  используются в океанографии и работают на различном расстоянии от берега. Спектр применения: от постановки под воду единичных измерительных устройств и инструментов, до проведения спасательных операций. Новые технологические возможности привели к созданию меньших по размерам и стоимости устройств, которые стало возможным разворачивать в большем количестве. Например, Pfleger Institute of Environmental Research развернул 96 акустических приемников для контроля перемещений рыбы, с акустическими размыкателями, используемыми, чтобы возвращать приемники с глубин недоступных для водолазов.

## Частотный диапазон акустических сигналов и надежность
Акустический канал связи используется, чтобы послать команду на всплытие, так как звуковые колебания легко распространяются в воде. Мощность передачи должна быть достаточна, чтобы команда управления была обнаружена и расшифрована. Каждый размыкатель срабатывает после распознавания своего, уникального кода, и число и безопасность доступных кодировок могут быть критерием, возможности установки большого количества размыкателей на соответствующей площади для исключения случайного или неправомочного срабатывания. Модуляция кодовой команды для мелководных размыкателей должна также быть стойкой к многолучевому распространению сигнала (многократные отражения от дна и поверхности), которое может исказить сигнал. Частотный диапазон: от нескольких килогерц до десятков килогерц, и определяется требуемой дальностью подачи команды на всплытие и глубинами постановки размыкателя.

## Время нахождения под водой
Время работы акустического размыкателя под водой определяется емкостью используемых батарей и током потребления электроники размыкателя. Типичный ток потребления электроники в ждущем режиме от 100 мкА до 1 мА. Типичное время нахождения под водой акустического размыкателя составляет от нескольких недель до года.

## Силовая нагрузка
Силовая нагрузка может быть от единиц килограмм до десятков тонн.

## Примеры производимых размыкателей
- Sonardyne
- Subseasonics
- ORE Offshore
- Benthos
- Санзар
- Сахалинские аппараты  (недоступная ссылка)
- Applied Acoustics
- НТЦ Мониторинг